# Lenka Kebrlová
Lenka Kebrlová, češka alpska smučarka, * 13. marec 1966, Rakovník, Češkoslovaška.
Nastopila je na Olimpijskih igrah 1988, kjer je dosegla peto mesto v kombinaciji, dvanajsto v slalomu in 23. v veleslalomu. Na svetovnih prvenstvih je v dveh nastopih dosegla dvanajsto mesto v slalomu in petnajsto v kombinaciji. V svetovnem pokalu je tekmovala tri sezone med letoma 1986 in 1989. V skupnem seštevku svetovnega pokala je bila najvišje na 54. mestu leta 1987, leta 1989 je bila deseta v kombinacijskem seštevku.